# Фуллер, Виктория
Викто́рия Элине́тт Фу́ллер (англ. Victoria Alynette Fuller; род. 11 декабря 1970, Санта-Барбара, Калифорния, США) — американская телевизионная актриса, фотомодель и художница.

## Биография и карьера
Виктория Элинетт Фуллер родилась 11 декабря 1970 года в Санта-Барбаре (штат Калифорния, США). Три поколения её предков с обеих сторон — художники. В возрасте 2-х лет Фуллер уже рисовала забавного Снупи. Она обучалась в многочисленных классах искусства в своей средней школе и заняла первое место в крупном художественном конкурсе. После окончания средней школы она стала фитнес-моделью, обучаясь в художественных класса в ночное время и тренировалась в тренажерном зале в течение дня. Она была обнаружена журналом «Playboy» и стала Playmate месяца в январе 1996 года.

## Личная жизнь
В 1995—2009 года Виктория была замужем за гонщиком Джонатаном Бейкером (род.1959). У бывших супругов есть дочь — Триз Элинетт Бейкер (род. 06.10.2006).